# Wilhelm Hoffstedt
August Wilhelm Hoffstedt, född 8 mars 1841 i Svärdsjö socken, Kopparbergs län, död 29 oktober 1907 i Stockholm, var en svensk maskiningenjör.

## Biografi
Hoffstedt blev studerande vid Uppsala universitet 1860, extra elev 1861 vid Falu bergsskola och ordinarie elev 1862–65 vid Teknologiska institutet, från vars mekaniska fackskola han utexaminerades 1865. Han blev 1868 assistent i matematik, fysik och tillämpad mekanik vid Teknologiska institutet och var från 1877 till sin död lektor i konstruktion av maskinelement och hissinrättningar vid Kungliga Tekniska högskolan (sedan 1902 med titel professor). Åren 1871–1907 var han därjämte sekreterare vid högskolan samt överlärare i mekanik och maskinlära vid Tekniska skolan i Stockholm. 
Hoffstedt ägnade därjämte mycket arbete åt den av honom 1870 uppsatta "Teknisk Tidskrift", vilken 1878 övertogs av Svenska Teknologföreningen, men för vars avdelning för mekanik han var redaktör ända till kort före sin död. I samband med sin lärarverksamhet utgav han bland annat översättningar och bearbetningar av Carl von Bachs "Maskinelement" (1894) samt Handbok för maskinkonstruktioner (1906) och Maskinelement, deras beräkning och konstruktion (1907). Han var sedan 1898 ledamot av Lantbruksakademien.